# Nekrolog 1867
Nekrolog
◄◄
| ◄
| 1863
| 1864
| 1865
| 1866
| 1867 | 1868 | 1869 | 1870 | 1871 | ► | ►►
Weitere Ereignisse | Allgemeiner Nekrolog 1867
Die Beschreibung der verstorbenen Person sollte so kurz wie möglich gehalten sein und nur deren signifikante Tätigkeit(en) enthalten.
Neue Namen ggf. auch unter dem Geburts- und Sterbedatum, also etwa unter 1. Januar und im Geburts- und Sterbejahr (2024) eintragen (nur bei entsprechender großer Wichtigkeit). Für Beispiele siehe die schon vorhandenen Artikel.
Außerdem über die fünf zuletzt Verstorbenen, zu denen es einen ausreichend guten Artikel für eine Präsentation auf der Hauptseite gibt, nach der todesbedingten Überarbeitung der Artikel ggf. auch unter Wikipedia Diskussion:Hauptseite informieren und sie am besten auch in den anderen Wikipedia-Sprachversionen eintragen. Tipp: Regelmäßig bei news.google.de nach „ist tot“, „gestorben“ oder „verstorben“ suchen.
Wenn eine Person gestorben ist, gibt es viele Seiten zu dieser Person in der Wikipedia, die davon auch betroffen sind und entsprechend aktualisiert werden müssen. Beispiele: Namenübersichtsseite, Geburtsjahr, Geburtsort-Seiten und viele mehr.
Wie finde ich die betroffenen Seiten?
Im Suchfeld auf der linken Seite gibt man den Suchbegriff so ein: „Vorname Nachname“. Dann klickt man auf Volltext und alle Seiten mit entsprechendem Suchtext werden aufgerufen. Hier sieht man dann schnell, wo auch das Todesjahr Sinn macht oder sogar ein Teil des Artikels angepasst werden muss. Auch hilft das „Werkzeug“ auf der linken Seite sehr gut, um solche Seiten aufzufinden: „Links auf diese Seite“. Somit ist die Wikipedia wieder aktuell in allen Bereichen! Hinweis: bei Eintragung der Kategorie „Gestorben JAHR“ wird der Missbrauchsfilter 49 ausgelöst, was jedoch nicht schlimm ist. Siehe: Spezial:Missbrauchsfilter/49
Dies ist eine Liste von im Jahr 1867 verstorbenen bekannten Persönlichkeiten. Die Einträge erfolgen innerhalb der einzelnen Daten alphabetisch sortiert. Tiere sind im Nekrolog für Tiere zu finden.

## Januar
| Tag        | Name                                       | Beruf, bekannt als                                                                | Alter | Beleg |
| ---------- | ------------------------------------------ | --------------------------------------------------------------------------------- | ----- | ----- |
| 2. Januar  | Gottfried Heinrich Melzer                  | deutscher Bossierer                                                               | 46    |       |
| 2. Januar  | Adolphe Noël des Vergers                   | französischer Orientalist und Archäologe                                          | 61    |       |
| 2. Januar  | Robert Miles Sloman                        | englisch-deutscher Reeder und Politiker, MdHB                                     | 83    |       |
| 4. Januar  | John Fine                                  | US-amerikanischer Jurist und Politiker                                            | 72    |       |
| 5. Januar  | Carl Adam Kaltenbrunner                    | österreichischer Schriftsteller                                                   | 62    |       |
| 5. Januar  | Pierre-Benjamin Lafaye                     | französischer Philosoph, Linguist, Romanist und Lexikograf                        | 57    |       |
| 5. Januar  | Wilhelm von Manz                           | bayerischer Generalleutnant und Kriegsminister                                    | 62    |       |
| 7. Januar  | Dominik Gmür                               | Schweizer Politiker                                                               | 66    |       |
| 7. Januar  | Arthur P. Hayne                            | US-amerikanischer Politiker                                                       | 78    |       |
| 7. Januar  | Henri-Auguste-Georges de La Rochejaquelein | französischer Offizier und Politiker                                              | 61    |       |
| 7. Januar  | Johann Jakob Trog                          | Schweizer Politiker und Richter                                                   | 59    |       |
| 8. Januar  | Johann Jakob Knechtenhofer                 | Schweizer Leinwandhändler, Hotelier, Schifffahrtspionier und Politiker            | 76    |       |
| 8. Januar  | Heinrich August Wilhelm Stolze             | deutscher Stenograph                                                              | 68    |       |
| 9. Januar  | Gustav von Bennigsen                       | preußischer Generalmajor                                                          | 76    |       |
| 9. Januar  | Ludwig Helfft                              | deutscher Kaufmann und Politiker                                                  | 73    |       |
| 9. Januar  | Karl Friedrich Sommer                      | deutscher Maler                                                                   | 36    |       |
| 9. Januar  | Karl Wermuth                               | Hannoverscher Polizeipräsident                                                    |       |       |
| 10. Januar | Karl Moriz Diesing                         | Helminthologe und Botaniker                                                       | 66    |       |
| 10. Januar | William Turner                             | britischer Botschafter                                                            |       |       |
| 11. Januar | Marguerite-Joséphine Georges               | französische Schauspielerin                                                       | 79    |       |
| 11. Januar | Christoph von Kaufmann                     | deutscher Verwaltungsjurist                                                       | 78    |       |
| 11. Januar | Karl Lange                                 | deutscher Hofmaurermeister, Bauunternehmer und Stiftungsgründer                   |       |       |
| 12. Januar | Georg Merz                                 | deutscher Optiker und Astronom                                                    | 73    |       |
| 13. Januar | Antonio Maria Cagiano de Azevedo           | italienischer Geistlicher und Kardinal der Römischen Kirche                       | 69    |       |
| 13. Januar | Angelo Geniani                             | italienischer römisch-katholischer Geistlicher, Zisterzienser, Abt und Generalabt | 64    |       |
| 13. Januar | Franz Kirchgeßner                          | badischer Beamter                                                                 | 63    |       |
| 13. Januar | Suzanna Sablairolles                       | niederländische Schauspielerin                                                    | 38    |       |
| 14. Januar | Samuel Chilton                             | US-amerikanischer Politiker                                                       | 62    |       |
| 14. Januar | Victor Cousin                              | französischer Philosoph und Kulturtheoretiker                                     | 74    |       |
| 14. Januar | Jean-Auguste-Dominique Ingres              | französischer Maler des Klassizismus                                              | 86    |       |
| 15. Januar | Adolf Lohse                                | preußischer Baumeister und Schüler von Karl Friedrich Schinkel                    | 59    |       |
| 16. Januar | Johann Gustapfel                           | deutscher Former, Schmelzer und Schriftsteller                                    | 59    |       |
| 17. Januar | Jacques-Amand Eudes-Deslongchamps          | französischer Mediziner, Zoologe und Paläontologe                                 | 73    |       |
| 17. Januar | Clément Villecourt                         | französischer Kardinal und Bischof von La Rochelle (1836–1856)                    | 79    |       |
| 18. Januar | Hermann Askan Demme                        | deutsch-schweizerischer Arzt                                                      | 64    |       |
| 18. Januar | Hubert Félix Soyer-Willemet                | französischer Bibliothekar und Botaniker                                          | 75    |       |
| 19. Januar | Johann Manschgo                            | österreichischer Maler                                                            | 66    |       |
| 19. Januar | James Dixon Roman                          | US-amerikanischer Politiker                                                       | 57    |       |
| 20. Januar | Julia Bulette                              | US-amerikanische Prostituierte und Pionierin                                      |       |       |
| 21. Januar | Joshua Alder                               | britischer Zoologe                                                                | 74    |       |
| 21. Januar | Julius Oeltzen                             | deutscher evangelisch-lutherischer Geistlicher                                    | 76    |       |
| 21. Januar | Anders Oldberg                             | schwedischer Pädagoge und Buchautor                                               | 62    |       |
| 24. Januar | Nikolai Iwanowitsch Gretsch                | russischer Autor, Sprachwissenschaftler, Literaturkritiker und Übersetzer         | 79    |       |
| 24. Januar | Josef Laurent                              | deutscher Philologe, Archivar und Bibliothekar                                    | 59    |       |
| 24. Januar | David Ritchie                              | US-amerikanischer Politiker                                                       | 54    |       |
| 25. Januar | Albert von Hummelauer                      | österreichischer Politiker                                                        | 75    |       |
| 25. Januar | Alexander C. M. Pennington                 | US-amerikanischer Politiker                                                       | 56    |       |
| 25. Januar | Josef Wintergerst                          | deutscher Maler der Romantik                                                      | 83    |       |
| 26. Januar | Johann Caspar Beeg                         | deutscher Lehrer und Autor                                                        | 57    |       |
| 26. Januar | Karl von Steininger                        | kaiserlich-österreichischer Feldzeugmeister und kommandierender General im Banat  | 62    |       |
| 26. Januar | Sarah Villiers, Countess of Jersey         | britische Adlige                                                                  | 81    |       |
| 28. Januar | James B. Cahoon                            | US-amerikanischer Politiker                                                       | 64    |       |
| 28. Januar | John J. Pettus                             | US-amerikanischer Politiker                                                       | 53    |       |
| 28. Januar | Franz Carl Weidmann                        | österreichischer Schriftsteller, Journalist und Schauspieler                      | 76    |       |
| 29. Januar | Philip Johnson                             | US-amerikanischer Politiker                                                       | 49    |       |
| 30. Januar | Wilhelm von Borcke                         | preußischer Generalleutnant                                                       | 59    |       |
| 30. Januar | Ezekiel F. Chambers                        | US-amerikanischer Jurist und Politiker                                            | 78    |       |
| 30. Januar | Jacob H. De Witt                           | US-amerikanischer Politiker                                                       | 82    |       |
| 30. Januar | Friedrich Kohlrausch                       | deutscher Generalschuldirektor                                                    | 86    |       |
| 30. Januar | Kōmei                                      | 121. Tennō von Japan                                                              | 35    |       |

## Februar
| Tag         | Name                                     | Beruf, bekannt als                                                     | Alter | Beleg |
| ----------- | ---------------------------------------- | ---------------------------------------------------------------------- | ----- | ----- |
| 2. Februar  | Washington Hunt                          | US-amerikanischer Politiker                                            | 55    |       |
| 2. Februar  | Wilhelm von Schmidt                      | preußischer Generalleutnant                                            | 67    |       |
| 3. Februar  | Bonaventura von Brederlow                | preußischer Generalmajor                                               | 75    |       |
| 3. Februar  | Maximilian zu Wied-Neuwied               | deutscher Naturforscher und Ethnologe                                  | 84    |       |
| 4. Februar  | Georg Friedrich Vorwerk                  | deutscher Kaufmann                                                     | 73    |       |
| 5. Februar  | Serafín Estébanez Calderón               | spanischer Schriftsteller                                              | 67    |       |
| 5. Februar  | Philipp Hepp                             | deutscher Arzt und Botaniker                                           | 69    |       |
| 5. Februar  | John Johnson                             | US-amerikanischer Politiker                                            |       |       |
| 5. Februar  | Franz Anton Kayser                       | Kaufmann und Politiker                                                 | 88    |       |
| 5. Februar  | Henry Crabb Robinson                     | britischer Anwalt, Journalist und Schriftsteller                       | 91    |       |
| 6. Februar  | Salomon Munk                             | deutscher Orientalist                                                  | 61    |       |
| 8. Februar  | Jakob Basevi                             | italienischer Rechtsanwalt                                             | 86    |       |
| 8. Februar  | Michael August Wegelin                   | Schweizer Jurist und Politiker                                         | 69    |       |
| 9. Februar  | Filippo De Filippi                       | italienischer Zoologe, Museumsdirektor und Forschungsreisender         | 52    |       |
| 9. Februar  | Jacob G. Lauman                          | US-amerikanischer Geschäftsmann und Offizier                           | 54    |       |
| 10. Februar | Alexander von Kaweczinski                | preußischer Generalleutnant                                            | 81    |       |
| 10. Februar | Adolf von Morlot                         | Schweizer Geologe und Prähistoriker                                    | 46    |       |
| 10. Februar | Carl Wagner                              | deutscher Maler und Vertreter der romantischen Landschaftsmalerei      | 70    |       |
| 11. Februar | Gustav Senfft von Pilsach                | königlich-sächsischer Generalleutnant                                  | 76    |       |
| 11. Februar | Auguste Viquesnel                        | französischer Reisender, Meteorologe, Ethnograph und Geologe           |       |       |
| 12. Februar | Emilie Linder                            | Schweizer Malerin und Mäzenin                                          | 69    |       |
| 13. Februar | Étienne Eggis                            | Schweizer Journalist und Schriftsteller                                | 36    |       |
| 13. Februar | Vincent Rumpff                           | deutscher Diplomat                                                     | 77    |       |
| 14. Februar | Bernardo Pfiffer-Gagliardi               | Schweizer Ingenieur und Politiker                                      | 56    |       |
| 14. Februar | Eugen Wratislaw von Mitrowitz            | altösterreichischer General                                            | 80    |       |
| 15. Februar | Wilhelm Theodor Bahr                     | preußischer Generalmajor                                               | 75    |       |
| 15. Februar | Wojciech Cybulski                        | polnischer Literaturhistoriker und Sprachwissenschaftler               | 58    |       |
| 15. Februar | Franz Jahn                               | deutscher Pomologe                                                     | 61    |       |
| 16. Februar | Friedrich Wilhelm Christian Marburg      | Hamburger Kaufmann und Politiker, MdHB                                 | 63    |       |
| 16. Februar | Ignaz Perner                             | bayerischer Rechtsanwalt und Pionier der Tierschutzbewegung            | 70    |       |
| 17. Februar | Alexander Dallas Bache                   | US-amerikanischer Physiker                                             | 60    |       |
| 19. Februar | Stephan von Österreich                   | Erzherzog von Österreich                                               | 49    |       |
| 19. Februar | Roman Zmorski                            | polnischer Dichter, Zeitschriftenherausgeber und Volkskundler          | 44    |       |
| 22. Februar | Henry P. Alexander                       | US-amerikanischer Politiker                                            | 65    |       |
| 22. Februar | Carl Blumenstengel                       | deutscher Architekt                                                    | 75    |       |
| 23. Februar | Werner-Constantin von Droste zu Hülshoff | königlich-preußischer Landrat, Politiker und Gutsbesitzer              | 68    |       |
| 23. Februar | George Smart                             | englischer Dirigent, Organist, Geiger und Komponist                    | 90    |       |
| 24. Februar | Henry Wetherby Benchley                  | US-amerikanischer Politiker                                            | 45    |       |
| 24. Februar | Ludwig Bischoff                          | deutscher Pädagoge, Musiker, Kritiker und Verleger                     | 72    |       |
| 24. Februar | Isaac E. Holmes                          | US-amerikanischer Politiker                                            | 70    |       |
| 25. Februar | Augustus Abbott                          | englischer Armeeoffizier                                               | 63    |       |
| 26. Februar | Christian Morgenstern                    | deutscher Landschaftsmaler                                             | 61    |       |
| 28. Februar | Giovanni Battista Arnaldi                | italienischer römisch-katholischer Geistlicher, Erzbischof von Spoleto | 61    |       |

## März
| Tag      | Name                                    | Beruf, bekannt als | Alter | Beleg |
| -------- | --------------------------------------- | --- | ----- | ----- |
| 1. März  | Haubold von Einsiedel                   | deutscher Rittergutbesitzer und Politiker                                                                             | 74    |       |
| 1. März  | Frederick Henry Litchfield              | australischer Viehhalter, Goldgräber und Entdecker                                                                    | 34    |       |
| 2. März  | Frans-Andries Durlet                    | belgischer Architekt, Bildhauer und Grafiker                                                                          | 50    |       |
| 2. März  | Franz Karl von Gemmingen                | Mitglied der badischen Ständekammer und Grundherr in Rappenau                                                         | 60    |       |
| 2. März  | Aaron Ward                              | US-amerikanischer Politiker                                                                                           | 76    |       |
| 3. März  | Otto Baring                             | deutscher Mediziner                                                                                                   | 60    |       |
| 3. März  | William Czar Bradley                    | US-amerikanischer Politiker                                                                                           | 84    |       |
| 3. März  | Johann Ludwig Lund                      | deutsch-dänischer Maler                                                                                               | 89    |       |
| 4. März  | Johann Filtsch Junior                   | siebenbürgischer Pfarrer und Literat                                                                                  | 83    |       |
| 5. März  | Clark B. Cochrane                       | US-amerikanischer Jurist und Politiker                                                                                | 51    |       |
| 5. März  | Carl Gustaf Qvarnström                  | schwedischer Bildhauer                                                                                                | 56    |       |
| 5. März  | Eduard Simon                            | deutscher Rechtsanwalt und Obergerichtsrat                                                                            | 61    |       |
| 6. März  | Charles Farrar Browne                   | US-amerikanischer Schriftsteller, Satiriker und Humorist                                                              | 32    |       |
| 6. März  | Peter von Cornelius                     | deutscher Maler | 83    |       |
| 6. März  | John Goodsir                            | schottischer Anatom                                                                                                   | 52    |       |
| 6. März  | József Hild                             | ungarischer Architekt                                                                                                 | 77    |       |
| 6. März  | Wiktor Każyński                         | polnischer Komponist                                                                                                  | 54    |       |
| 7. März  | Louis Boulanger                         | französischer Maler                                                                                                   | 60    |       |
| 7. März  | Carl Ludwig Gesell                      | deutscher Orgelbauer                                                                                                  | 58    |       |
| 7. März  | Therese aus dem Winckel                 | deutsche Harfenistin, Malerin und Schriftstellerin                                                                    | 87    |       |
| 8. März  | Caspar Kaltenmoser                      | deutscher Maler | 60    |       |
| 9. März  | Georg Michel                            | Schweizer Politiker und Richter                                                                                       | 62    |       |
| 9. März  | Sophie von Sachsen                      | Prinzessin von Sachsen, Herzogin in Bayern                                                                            | 21    |       |
| 10. März | Luigi Ambrosi                           | italienischer Geistlicher                                                                                             |       |       |
| 10. März | Eduard Heinrich von Treitschke          | sächsischer Generalleutnant                                                                                           | 71    |       |
| 11. März | Moritz Rott                             | Theaterschauspieler und -regisseur                                                                                    | 70    |       |
| 12. März | Carl Friedrich Metzler                  | deutscher Jurist und Politiker                                                                                        | 53    |       |
| 12. März | Johann Heinrich Möller                  | deutscher Historiker, Orientalist, Archivar und Bibliothekar                                                          | 75    |       |
| 12. März | Fernando de la Puente y Primo de Rivera | spanischer Geistlicher                                                                                                | 58    |       |
| 12. März | Friedrich Gottlieb Schulz               | deutscher Politiker                                                                                                   | 53    |       |
| 13. März | Josef Lonovics von Krivina              | Bischof des Csanáder Bistums                                                                                          | 74    |       |
| 13. März | Luise Karoline von Hessen-Kassel        | durch Heirat Herzogin von Schleswig-Holstein-Sonderburg-Glücksburg                                                    | 77    |       |
| 14. März | Albert Lester                           | US-amerikanischer Jurist und Politiker                                                                                |       |       |
| 16. März | Friedrich von Hessen-Darmstadt          | hessischer General der Infanterie, kaiserlich russischer Generalmajor                                                 | 78    |       |
| 16. März | Emil Keßler                             | deutscher Unternehmer und Gründer der Maschinenfabrik Esslingen                                                       | 53    |       |
| 16. März | Friedrich Rumpf                         | deutscher Architekt                                                                                                   | 72    |       |
| 17. März | Wilhelm Baumgartner                     | Schweizer Pianist und Komponist                                                                                       | 46    |       |
| 17. März | Friedrich Ludwig Effinger               | Schweizer Politiker                                                                                                   | 71    |       |
| 17. März | Gabriel Güntner                         | deutsch-böhmischer Prämonstratenser, katholischer Theologe                                                            | 63    |       |
| 17. März | Ludwig Häusser                          | deutscher Historiker und liberaler Politiker                                                                          | 48    |       |
| 18. März | Heinrich Hellmuth von Hadeln            | nassauischer General-Adjutant                                                                                         | 70    |       |
| 19. März | August Abendroth                        | hamburgischer Jurist und Philanthrop                                                                                  | 70    |       |
| 19. März | Johann Lebrecht Eggink                  | russischer Maler deutschbaltischer Abstammung                                                                         | 82    |       |
| 19. März | Friedrich Fahrbach                      | österreichischer Komponist und Musiker                                                                                |       |       |
| 21. März | Joseph Bailey                           | US-amerikanischer Brigadegeneral der Nordstaaten im Amerikanischen Bürgerkrieg                                        |       |       |
| 22. März | David Ossipowitsch Bebutow              | russischer General |       |       |
| 22. März | Carl Emanuel Brunner                    | Schweizer Chemiker | 71    |       |
| 22. März | Julius Egghard                          | österreichischer Pianist und Komponist                                                                                | 32    |       |
| 23. März | Charles Deas                            | US-amerikanischer Maler                                                                                               | 48    |       |
| 23. März | Gottfried Eisenmann                     | deutscher Arzt, Politiker, Publizist                                                                                  | 71    |       |
| 24. März | John Decatur Barry                      | General der Konföderierten Staaten von Amerika im Amerikanischen Bürgerkrieg                                          | 27    |       |
| 24. März | Ludwig Hann                             | österreichischer Politiker                                                                                            | 40    |       |
| 25. März | Jakob Ignaz Hittorff                    | französischer Architekt                                                                                               | 74    |       |
| 25. März | Friedlieb Ferdinand Runge               | deutscher Chemiker | 73    |       |
| 27. März | Carl Emil Gedike                        | deutscher Mediziner und ärztlicher Leiter der Königlich Preußischen Krankenwartschule an der Charité-Klinik in Berlin | 69    |       |
| 27. März | Prideaux John Selby                     | englischer Ornithologe, Botaniker und Künstler                                                                        | 78    |       |
| 28. März | Ludwig Friedrich Hesse                  | deutscher Historiker                                                                                                  | 83    |       |
| 29. März | George R. Riddle                        | US-amerikanischer Politiker (Demokratische Partei)                                                                    |       |       |
| 31. März | Philipp Allmang                         | deutscher evangelischer Geistlicher und Politiker                                                                     | 67    |       |
| 31. März | Jean-Baptiste Fresez                    | luxemburgischer Maler                                                                                                 | 66    |       |

## April
| Tag       | Name                               | Beruf, bekannt als                                                                                 | Alter | Beleg |
| --------- | ---------------------------------- | -------------------------------------------------------------------------------------------------- | ----- | ----- |
| 1. April  | Louis du Couret                    | französischer Reiseschriftsteller                                                                  |       |       |
| 1. April  | Hermann Schiff                     | deutscher Schriftsteller                                                                           | 65    |       |
| 2. April  | Christian Friedrich Stempel        | niedersorbischer Pfarrer und Dichter                                                               | 79    |       |
| 3. April  | George Wythe Randolph              | US-amerikanischer Politiker, Kriegsminister der Konföderierten                                     | 49    |       |
| 6. April  | George Evans                       | US-amerikanischer Politiker                                                                        | 70    |       |
| 7. April  | Joseph A. Gilmore                  | US-amerikanischer Politiker                                                                        | 55    |       |
| 8. April  | Johann Rudolf Raschle              | Schweizer Politiker und Industrieller                                                              | 68    |       |
| 8. April  | John Selden Roane                  | US-amerikanischer Politiker, Gouverneur von Arkansas                                               | 50    |       |
| 8. April  | Wilhelm Rose                       | deutscher Apotheker, Geograph und Reiseschriftsteller                                              | 75    |       |
| 8. April  | Emil Adolf Roßmäßler               | deutscher Naturforscher und Volksschriftsteller                                                    | 61    |       |
| 9. April  | Auguste Rougemont                  | Schweizer Politiker                                                                                | 69    |       |
| 10. April | Hermann von Staff zu Reitzenstein  | preußischer Generalleutnant                                                                        | 77    |       |
| 12. April | Ottokar Maria von Attems           | Fürstbischof von Seckau                                                                            | 52    |       |
| 12. April | Robert Bell                        | irischer Schriftsteller und Journalist                                                             | 67    |       |
| 12. April | William Bullock                    | US-amerikanischer Erfinder                                                                         |       |       |
| 12. April | Johann Christian Friedrich Tuch    | deutscher Orientalist                                                                              | 60    |       |
| 13. April | Karl von Franck                    | österreichischer General, Kriegsminister und Staatsmann                                            | 61    |       |
| 13. April | Johann Joseph Rosenbaum            | deutscher katholischer Geistlicher und Theologe                                                    | 69    |       |
| 14. April | Adrien Bourgogne                   | französischer Sergent der Napoleonischen Kriege                                                    | 81    |       |
| 14. April | Ferdinand von Ritgen               | deutscher Medizinprofessor, Gynäkologe und Begründer einer der neun deutschen Geburtshelferschulen | 79    |       |
| 14. April | Ernst Ferdinand Yxem               | deutscher klassischer Philologe und Gymnasiallehrer                                                | 68    |       |
| 15. April | Adelaide Ironside                  | australische Malerin                                                                               | 35    |       |
| 16. April | Ludwig August Leonhard von Wickede | deutscher Verwaltungs- und Fiskaljurist                                                            | 70    |       |
| 17. April | George W. Chase                    | US-amerikanischer Politiker                                                                        |       |       |
| 17. April | Hugo Hünerfürst                    | deutscher Komponist, Geiger, Dirigent und Kapellmeister                                            | 40    |       |
| 17. April | August Otto Krug                   | deutscher Jurist                                                                                   | 62    |       |
| 17. April | Theodor Mögling                    | deutscher Revolutionär                                                                             | 52    |       |
| 18. April | Robert Smirke                      | britischer Architekt                                                                               | 86    |       |
| 19. April | Antoine-Joseph Jobert de Lamballe  | französischer Chirurg                                                                              | 67    |       |
| 20. April | Michael Friedrich Reinhard         | deutscher Landtagsabgeordneter                                                                     | 73    |       |
| 21. April | Xenophon Alexejewitsch Polewoi     | russischer Journalist, Autor, Historiker und Literaturkritiker                                     | 65    |       |
| 21. April | Romulus Mitchell Saunders          | US-amerikanischer Politiker                                                                        | 76    |       |
| 21. April | Job von Witzleben                  | preußischer Generalmajor                                                                           | 53    |       |
| 22. April | Alexander Dmitrijewitsch Petrow    | russischer Schachspieler                                                                           | 73    |       |
| 22. April | Jean Elias Benjamin Valz           | französischer Astronom                                                                             | 79    |       |
| 24. April | Dimitrios Kallergis                | griechischer General und Staatsmann                                                                |       |       |
| 27. April | Kwaku Dua I. Panyin                | Asantehene (Herrscher) des Königreichs Aschanti                                                    |       |       |
| 29. April | Achilles Bischoff                  | Schweizer Politiker                                                                                | 72    |       |
| 30. April | Georg Christoph Gack               | bayerischer Abgeordneter, Geistlicher und Autor                                                    | 73    |       |

## Mai
| Tag     | Name                                | Beruf, bekannt als                                                                            | Alter | Beleg |
| ------- | ----------------------------------- | --------------------------------------------------------------------------------------------- | ----- | ----- |
| 1. Mai  | Carl Xaver Dopfer                   | deutscher Jurist und Politiker                                                                | 60    |       |
| 1. Mai  | Johann Martin Morat                 | Künstler, Maler, Lithograf                                                                    | 61    |       |
| 1. Mai  | Karl Sintenis                       | deutscher klassischer Philologe und Lehrer                                                    | 60    |       |
| 2. Mai  | Giuseppe Gaggini                    | italienischer Bildhauer                                                                       | 76    |       |
| 2. Mai  | Samuel G. Hathaway                  | US-amerikanischer Jurist und Politiker                                                        | 86    |       |
| 2. Mai  | Philipp Wittmann                    | deutscher Jurist                                                                              | 51    |       |
| 3. Mai  | Friedrich Ernst von Kardorff        | deutscher Offizier in dänischem Dienst und Gutsbesitzer in Mecklenburg                        | 75    |       |
| 3. Mai  | Leopold Pelldram                    | Bischof von Trier                                                                             | 56    |       |
| 3. Mai  | Fanny Tacchinardi-Persiani          | italienische Koloratursopranistin                                                             | 59    |       |
| 5. Mai  | Walter Crum                         | schottischer Chemiker und Unternehmer                                                         |       |       |
| 5. Mai  | Mace Moulton                        | US-amerikanischer Politiker                                                                   | 71    |       |
| 5. Mai  | Philippe Parmentier                 | belgischer Bildhauer                                                                          | 79    |       |
| 6. Mai  | Johann Kaspar Aiblinger             | deutscher Komponist und Kapellmeister                                                         | 88    |       |
| 6. Mai  | Hermann Schievelbein                | Bildhauer                                                                                     | 49    |       |
| 8. Mai  | Elijah Hise                         | US-amerikanischer Politiker                                                                   | 64    |       |
| 9. Mai  | Jacques-Joseph Champollion          | französischer Archäologe und Bibliothekar                                                     | 88    |       |
| 9. Mai  | Ulrich von der Horst                | schleswig-holsteinischer General                                                              | 73    |       |
| 10. Mai | Heinrich Beitzke                    | deutscher Militärschriftsteller                                                               | 69    |       |
| 10. Mai | Fjodor Iwanowitsch Prjanischnikow   | russischer Beamter, Hauptvorsteher des Postdepartements (Postminister), Philanthrop und Mäzen | 74    |       |
| 11. Mai | Johann Friedrich Hermann Albers     | deutscher Mediziner und Pathologe                                                             | 61    |       |
| 11. Mai | Joseph A. Wright                    | US-amerikanischer Politiker                                                                   | 57    |       |
| 12. Mai | Wilhelm Braun                       | deutscher Oboist und Komponist                                                                | 70    |       |
| 12. Mai | Ignatius Brjantschaninow            | russischer orthodoxer Bischof                                                                 | 60    |       |
| 12. Mai | Eduard Gerhard                      | deutscher Archäologe                                                                          | 71    |       |
| 13. Mai | Carl Schröder                       | deutscher Genremaler, Porträtmaler und Lithograf                                              | 65    |       |
| 16. Mai | Johann Jakob Kammüller              | deutscher Unternehmer und Politiker                                                           | 63    |       |
| 17. Mai | Julius Léopold Eduard Avé-Lallemant | deutscher Botaniker                                                                           | 63    |       |
| 17. Mai | Anton Schütte                       | politischer Aktivist in Österreich, Journalist, Militär und Geschäftsmann in den USA          |       |       |
| 17. Mai | Johann Anton Steinegger             | Schweizer Politiker                                                                           | 55    |       |
| 18. Mai | Clarkson Stanfield                  | britischer Maler                                                                              | 73    |       |
| 20. Mai | Franz Oliver von Jenison-Walworth   | bayerischer Politiker und Diplomat                                                            | 79    |       |
| 21. Mai | Johann Heinrich Meidinger           | deutscher Kaufmann, Geograph und Reiseschriftsteller                                          | 74    |       |
| 22. Mai | Edward Hodges Baily                 | englischer Bildhauer                                                                          | 79    |       |
| 23. Mai | Archibald Alison, 1. Baronet        | schottischer Jurist, Beamter und Historiker                                                   | 74    |       |
| 23. Mai | Franz von Bruchmann                 | Redemptorist                                                                                  | 69    |       |
| 25. Mai | Johann Christian Bauer              | deutscher Stempelschneider und Schriftgießer                                                  | 64    |       |
| 25. Mai | Aloise Kettel                       | österreichische Theaterschauspielerin                                                         |       |       |
| 25. Mai | Wilhelm von Kügelgen                | deutscher Maler und Schriftsteller                                                            | 64    |       |
| 26. Mai | Johann Funk                         | deutscher Geistlicher, evangelisch-lutherischer Pastor                                        | 75    |       |
| 27. Mai | Thomas Bulfinch                     | US-amerikanischer Bankier und Schriftsteller                                                  | 70    |       |
| 27. Mai | Gustav Kolbe                        | deutscher Verwaltungsjurist, Direktor der KPM                                                 | 58    |       |
| 28. Mai | Giovanni Benedetto Folicaldi        | Bischof von Faenza                                                                            | 66    |       |
| 29. Mai | Margaretta Morris                   | US-amerikanische Entomologin                                                                  | 69    |       |
| 29. Mai | Albert Smith                        | US-amerikanischer Politiker                                                                   | 74    |       |
| 29. Mai | Carlos de Morais Camisão            | brasilianischer Militär                                                                       | 46    |       |
| 30. Mai | Ramón Castilla                      | peruanischer Politiker                                                                        | 69    |       |
| 31. Mai | Théophile-Jules Pelouze             | französischer Chemiker                                                                        | 60    |       |
| Mai     | Kunta Haddschi Kischijew            | kumykischer Scheich                                                                           |       |       |

## Juni
| Tag      | Name                                        | Beruf, bekannt als                                                            | Alter | Beleg |
| -------- | ------------------------------------------- | ----------------------------------------------------------------------------- | ----- | ----- |
| 1. Juni  | Karl von Staudt                             | deutscher Mathematiker                                                        | 69    |       |
| 2. Juni  | Christian Wilhelm Häser                     | deutscher Sänger, Komponist, Bühnenautor und Übersetzer                       | 85    |       |
| 3. Juni  | Richard Spaight Donnell                     | US-amerikanischer Politiker                                                   | 46    |       |
| 4. Juni  | Ignacy Abramowicz                           | polnischer Militär, der der russischen Armee diente                           |       |       |
| 4. Juni  | Théodore Teichmann                          | belgischer Politiker                                                          | 78    |       |
| 6. Juni  | Mathilde von Österreich-Teschen             | österreichische Adlige                                                        | 18    |       |
| 7. Juni  | Joseph Altmann                              | österreichischer Landschaftsmaler, Restaurator, Kunstschätzer und Auktionator | 71    |       |
| 7. Juni  | Athanasios Miaoulis                         | griechischer Politiker und Ministerpräsident                                  |       |       |
| 9. Juni  | Louis Bötticher                             | deutscher Opernsänger (Bass)                                                  |       |       |
| 9. Juni  | Friedrich Wilhelm Malotki von Trzebiatowski | preußischer Generalmajor                                                      | 76    |       |
| 9. Juni  | Bruno von Natzmer                           | preußischer Söldner und nicaraguanischer Offizier                             | 36    |       |
| 9. Juni  | Christian Pløyen                            | dänischer Jurist und hoher Regierungsbeamter                                  | 64    |       |
| 10. Juni | Ludwig Vieli                                | Schweizer Jurist und Politiker                                                | 58    |       |
| 11. Juni | Karl Otto Weber                             | deutscher Chirurg und Pathologe                                               | 39    |       |
| 12. Juni | Louis-Hippolyte Lebas                       | französischer Architekt                                                       | 85    |       |
| 14. Juni | Jean Vidal                                  | französischer Violinist und Dirigent                                          | 78    |       |
| 15. Juni | Johann Hermann Carmiencke                   | deutscher Landschaftsmaler                                                    | 57    |       |
| 16. Juni | Julius von der Decken                       | mecklenburgischer Gutsbesitzer                                                | 39    |       |
| 16. Juni | Paulus Modestus Schücking                   | deutscher Richter, Amtmann, Philosoph und Literat                             | 80    |       |
| 17. Juni | José Miguel Arroyo                          | mexikanischer Botschafter                                                     |       |       |
| 17. Juni | John Moore                                  | US-amerikanischer Politiker                                                   |       |       |
| 19. Juni | Henry Dodge                                 | Gouverneur von Wisconsin                                                      | 84    |       |
| 19. Juni | Carl Eduard von Finck                       | Rittergutsbesitzer                                                            | 68    |       |
| 19. Juni | Lambertus de Jong                           | alt-katholischer Bischof von Haarlem                                          |       |       |
| 19. Juni | Maximilian I.                               | Kaiser von Mexiko                                                             | 34    |       |
| 19. Juni | Tomás Mejía                                 | mexikanischer General                                                         | 46    |       |
| 19. Juni | Miguel Miramón                              | mexikanischer General                                                         | 34    |       |
| 20. Juni | Ferdinand Gottlieb Flechtner                | deutscher Textilfabrikant                                                     | 56    |       |
| 21. Juni | William Henry Whitbread                     | britischer Politiker                                                          | 72    |       |
| 22. Juni | Takeda Kanryūsai                            | Kapitän der 5. Einheit der Shinsengumi, einer polizeilichen Einheit in Kyōto  |       |       |
| 23. Juni | Christian Georg Theodor Ruete               | deutscher Ophthalmologe und Hochschulprofessor                                | 57    |       |
| 23. Juni | Armand Trousseau                            | französischer Internist                                                       | 65    |       |
| 25. Juni | Wilhelmine von Sydow                        | deutsche Autorin                                                              | 77    |       |
| 25. Juni | Christian Wilbrandt                         | deutscher Germanist, Lehrer und Politiker                                     | 66    |       |
| 26. Juni | Maximilian Anton von Thurn und Taxis        | Erbprinz von Thurn und Taxis                                                  | 35    |       |
| 27. Juni | Charles Denison                             | US-amerikanischer Politiker                                                   | 49    |       |
| 27. Juni | William John Hamilton                       | britischer Geologe                                                            | 61    |       |
| 27. Juni | Carl von Twickel                            | preußischer Gutsbesitzer und Landrat im Kreis Warendorf                       | 74    |       |
| 28. Juni | Friedrich Günther                           | Fürst von Schwarzburg-Rudolstadt                                              | 73    |       |
| 28. Juni | Maximilian Heyß                             | österreichischer Jurist und Politiker                                         | 58    |       |
| 28. Juni | Ferdinand von Kleist                        | preußischer General der Infanterie                                            | 69    |       |
| 29. Juni | John Rutter Chorley                         | britischer Autor, Bibliophiler, Romanist und Hispanist                        |       |       |
| 30. Juni | Peter Geist                                 | deutscher Maler                                                               | 51    |       |
| Juni     | Diego José Benavente y García de Bustamante | chilenischer Politiker                                                        |       |       |

## Juli
| Tag      | Name                              | Beruf, bekannt als                                                                                  | Alter | Beleg |
| -------- | --------------------------------- | --------------------------------------------------------------------------------------------------- | ----- | ----- |
| 1. Juli  | Thomas Francis Meagher            | US-amerikanischer Politiker, Gouverneur von Montana                                                 | 43    |       |
| 2. Juli  | Friedrich Gustav Habel            | deutscher Archäologe                                                                                | 75    |       |
| 2. Juli  | Friedrich Wilhelm Pax             | deutscher Gymnasiallehrer und Politiker                                                             | 69    |       |
| 3. Juli  | Lazarus W. Powell                 | US-amerikanischer Politiker                                                                         | 54    |       |
| 4. Juli  | Filippo Acunzo                    | italienischer Fagottist, Dirigent und Komponist                                                     |       |       |
| 5. Juli  | Karl Johan Andersson              | schwedischer Abenteurer, Forschungsreisender, Händler, Herero-Führer und Schriftsteller             | 40    |       |
| 5. Juli  | Philipp Furtwängler               | deutscher Orgelbauer                                                                                | 67    |       |
| 5. Juli  | Caleb Claiborne Herbert           | US-amerikanischer Plantagenbesitzer, Offizier und Politiker                                         |       |       |
| 5. Juli  | James Moore Wayne                 | US-amerikanischer Jurist und Politiker                                                              |       |       |
| 6. Juli  | Karl von Enhuber                  | deutscher Maler                                                                                     | 55    |       |
| 7. Juli  | Vincenz Karl von Auersperg        | österreichischer Hofbeamter und Mitglied im Herrenhaus                                              | 54    |       |
| 7. Juli  | John Alsop King                   | US-amerikanischer Politiker                                                                         | 79    |       |
| 7. Juli  | François Ponsard                  | französischer Dramatiker                                                                            | 53    |       |
| 11. Juli | Heinrich LXVII.                   | Fürst Reuß jüngerer Linie                                                                           | 77    |       |
| 12. Juli | Horatio McCulloch                 | schottischer Landschaftsmaler                                                                       | 60    |       |
| 12. Juli | Patricio Rivas                    | nicaraguanischer Politiker, Supremo Director (1840–1841)                                            |       |       |
| 15. Juli | Karl Friedrich von Below          | Vizegouverneur im Gouvernement Estland                                                              | 73    |       |
| 15. Juli | Rudolph Melchior                  | deutsch-amerikanischer Kunsthandwerker und Künstler                                                 | 31    |       |
| 16. Juli | Henry Williams                    | Marineoffizier der Royal Navy, später Missionar in Neuseeland und Übersetzer des Treaty of Waitangi | 75    |       |
| 18. Juli | Alfred Wells                      | US-amerikanischer Jurist und Politiker                                                              | 53    |       |
| 19. Juli | Maria Abdy                        | englische Dichterin                                                                                 | 70    |       |
| 20. Juli | Jacob Erdman                      | US-amerikanischer Politiker                                                                         | 66    |       |
| 21. Juli | Antonio Barezzi                   | Mäzen                                                                                               | 79    |       |
| 21. Juli | Christian August Brandis          | preußischer Gesandtschaftssekretär                                                                  | 77    |       |
| 21. Juli | Carl von Scheuchenstuel           | österreichischer Bergbeamter und Politiker                                                          | 74    |       |
| 23. Juli | Carlos Salazar Castro             | liberaler Politiker in Zentralamerika                                                               |       |       |
| 24. Juli | Karl von Schlippe                 | deutscher Chemiker                                                                                  | 68    |       |
| 26. Juli | Stephan Kellner                   | deutscher Glasmaler                                                                                 | 54    |       |
| 26. Juli | Daniel Mace                       | US-amerikanischer Politiker                                                                         | 55    |       |
| 26. Juli | Otto                              | König von Griechenland                                                                              | 52    |       |
| 29. Juli | Charles Anthon                    | US-amerikanischer Klassischer Philologe                                                             | 69    |       |
| 29. Juli | Thedel von Kielmansegg            | Hannoverscher Kammerherr und Mitglied des nassauischen Landtags                                     | 30    |       |
| 29. Juli | Friedrich von Porbeck             | badischer Generalleutnant und Mitglied des badischen Landtags                                       | 64    |       |
| 29. Juli | Cornelius Robinson                | US-amerikanischer Politiker                                                                         | 61    |       |
| 30. Juli | Paul Pfizer                       | württembergischer Politiker, Journalist und Jurist                                                  | 65    |       |
| 30. Juli | Richard Clauselle Puryear         | US-amerikanischer Politiker                                                                         | 66    |       |
| 31. Juli | Elisabeth Alphonsa Maria Eppinger | Ordensgründerin                                                                                     | 52    |       |
| 31. Juli | Benoît Fourneyron                 | französischer Ingenieur, entwickelte erste praktikable Wasserturbine                                | 64    |       |
| 31. Juli | Adolf Martin Pleischl             | Chemiker und Mediziner                                                                              | 79    |       |
| 31. Juli | Catharine Sedgwick                | US-amerikanische Schriftstellerin                                                                   | 77    |       |
| 31. Juli | Rudolf Wäffler                    | Schweizer Politiker                                                                                 | 62    |       |

## August
| Tag        | Name                              | Beruf, bekannt als                                                               | Alter | Beleg |
| ---------- | --------------------------------- | -------------------------------------------------------------------------------- | ----- | ----- |
| 1. August  | Christian Wilhelm Lindemann       | deutscher Jurist und Politiker                                                   | 68    |       |
| 1. August  | Ernst von Moy de Sons             | deutscher Rechtshistoriker und Kanonist                                          | 67    |       |
| 3. August  | August Boeckh                     | deutscher klassischer Philologe und Altertumsforscher                            | 81    |       |
| 3. August  | Johann Ernst Gustav von Roehl     | königlich preußischer General der Infanterie                                     | 67    |       |
| 3. August  | Wilhelm Schenck zu Schweinsberg   | deutscher Politiker und Verwaltungsbeamter                                       | 58    |       |
| 4. August  | Emil Cauer der Ältere             | deutscher Bildhauer                                                              | 66    |       |
| 4. August  | Phan Thanh Gian                   | vietnamesischer Politiker, Historiker, Neo-Konfuzianismus-Philosoph und Diplomat | 70    |       |
| 4. August  | Faustin Soulouque                 | Kaiser von Haiti                                                                 |       |       |
| 6. August  | David Rittenhouse Porter          | US-amerikanischer Politiker                                                      | 78    |       |
| 6. August  | Ferdinand von Verger              | bayerischer Diplomat                                                             | 61    |       |
| 7. August  | Ira Aldridge                      | US-amerikanischer Schauspieler                                                   | 60    |       |
| 7. August  | Ernst Glüer                       | deutscher Architekt                                                              | 36    |       |
| 7. August  | Friedrich Hofferberth             | Landtagsabgeordneter Großherzogtum Hessen                                        | 68    |       |
| 7. August  | Ernst Otto Lindner                | deutscher Musikwissenschaftler und Schriftsteller                                | 46    |       |
| 8. August  | Sarah Austin                      | britische Schriftstellerin und Übersetzerin                                      |       |       |
| 8. August  | Maria Theresia von Österreich     | Gemahlin von Ferdinand II. von Bourbon, König beider Sizilien                    | 51    |       |
| 8. August  | Anton Spiehler                    | deutscher katholischer Priester, Bischofssekretät, Domkapitular                  | 72    |       |
| 8. August  | James Wilson                      | US-amerikanischer Politiker                                                      | 42    |       |
| 9. August  | Carl Döhne                        | deutscher Advokat und Politiker                                                  | 58    |       |
| 10. August | Frédéric de Chapeaurouge          | Hamburger Senator und Kaufmann                                                   | 53    |       |
| 10. August | André Durand                      | französischer Maler, Zeichner und Lithograf                                      | 60    |       |
| 10. August | Joseph Salzbacher                 | österreichischer Geistlicher und Theologe                                        | 77    |       |
| 11. August | Lodovico Altieri                  | Kardinal                                                                         | 62    |       |
| 11. August | Franz Anton Niemeyer              | deutscher Jurist und Hochschullehrer                                             | 77    |       |
| 12. August | Josef Scheiner                    | römisch-katholischer Geistlicher, Theologe und Hochschullehrer                   | 69    |       |
| 13. August | Henri Carolus                     | belgischer Diplomat                                                              | 56    |       |
| 15. August | Heinrich Böse                     | deutscher Kaufmann und Offizier                                                  | 84    |       |
| 15. August | Friedrich Kunstmann               | deutscher katholischer Theologe                                                  | 56    |       |
| 16. August | Johann Heinrich Deinhardt         | deutscher Pädagoge                                                               | 62    |       |
| 16. August | Joseph Ambrosius Geritz           | deutscher Geistlicher, Bischof vom Ermland (1841–1867)                           | 84    |       |
| 16. August | Friedrich Haase                   | deutscher Klassischer Philologe; Hochschullehrer in Breslau                      | 59    |       |
| 16. August | Hermann Schmeidler                | lutherischer Prediger und Kirchenhistoriker in Breslau                           | 59    |       |
| 17. August | Johann Heinrich Ammann            | Schweizer Jurist und Politiker                                                   | 46    |       |
| 18. August | Franz Jauch                       | Schweizer Politiker (FDP)                                                        | 60    |       |
| 18. August | Alexis Paccard                    | französischer Architekt                                                          | 54    |       |
| 19. August | William B. Campbell               | US-amerikanischer Politiker                                                      | 60    |       |
| 19. August | Leopold von Lämel                 | böhmischer Großhändler und Bankier in Prag und Wien                              | 76    |       |
| 19. August | Julius Pinder                     | preußischer Beamter und Politiker                                                | 61    |       |
| 20. August | Richard Rothe                     | deutscher evangelischer Theologe                                                 | 68    |       |
| 21. August | Juan Álvarez Benítez              | mexikanischer Politiker                                                          | 77    |       |
| 21. August | Theodor Marschall                 | königlich-sächsischer Kammerherr und Oberforstmeister                            | 76    |       |
| 22. August | Manuel Errazquin                  | uruguayischer Politiker                                                          | 66    |       |
| 23. August | Auguste-Marseille Barthélemy      | französischer Dichter                                                            |       |       |
| 24. August | Thomas Brown                      | US-amerikanischer Politiker                                                      | 81    |       |
| 24. August | Alfred-Armand-Louis-Marie Velpeau | französischer Anatom und Chirurg                                                 | 72    |       |
| 25. August | Michael Faraday                   | englischer Physiker und Chemiker                                                 | 75    |       |
| 26. August | Wilhelm Grathwohl                 | deutscher Politiker                                                              | 52    |       |
| 26. August | Gustav Friedrich Klemm            | deutscher Kulturhistoriker und Bibliothekar                                      | 64    |       |
| 26. August | Pedro Martínez López              | spanischer Romanist, Hispanist, Grammatiker und Lexikograf                       | 70    |       |
| 26. August | August von Rüpplin                | württembergischer General und Kriegsminister                                     | 69    |       |
| 27. August | Karol Kątski                      | polnischer Pianist, Musikpädagoge und Komponist                                  | 51    |       |
| 27. August | August von der Wense              | deutscher Verwaltungsjurist und königlich-hannoverscher Drost und Landrat        | 75    |       |
| 28. August | William A. Bradley                | US-amerikanischer Politiker                                                      | 73    |       |
| 28. August | Carl Joseph Anton Mittermaier     | deutscher Jurist, Hochschullehrer, Publizist und Politiker                       | 80    |       |
| 29. August | Julius Esche                      | deutscher Textilfabrikant und Politiker, MdL (Königreich Sachsen)                | 53    |       |
| 29. August | Alexander von Lavergne-Peguilhen  | preußischer Landrat, Reichstagsabgeordneter                                      | 64    |       |
| 30. August | August Wilhelm Agthe              | Violinist, Klarinettist                                                          | 72    |       |
| 30. August | John McQueen                      | US-amerikanischer Politiker                                                      | 63    |       |
| 31. August | Charles Baudelaire                | französischer Schriftsteller                                                     | 46    |       |
| August     | Eugène Prouhet                    | französischer Mathematiker                                                       |       |       |

## September
| Tag           | Name                                  | Beruf, bekannt als                                                                 | Alter | Beleg |
| ------------- | ------------------------------------- | ---------------------------------------------------------------------------------- | ----- | ----- |
| 1. September  | Edward Hodges                         | US-amerikanischer Komponist und Organist                                           | 71    |       |
| 1. September  | Opanas Markewytsch                    | ukrainischer Volkskundler, Ethnologe und Sozialaktivist                            | 45    |       |
| 3. September  | James A. McDougall                    | US-amerikanischer Jurist und Politiker                                             | 49    |       |
| 3. September  | Heinrich Smidt                        | deutscher Schriftsteller                                                           | 68    |       |
| 4. September  | Henriette Méric-Lalande               | französische Opernsängerin (Sopran)                                                | 68    |       |
| 5. September  | Santiago Derqui                       | Präsident von Argentinien                                                          |       |       |
| 5. September  | Wilhelm von Hessen                    | Gouverneur von Kopenhagen und Landgraf von Hessen-Kassel zu Rumpenheim             | 79    |       |
| 7. September  | Franz von Stengel                     | deutscher Verwaltungsbeamter                                                       | 56    |       |
| 7. September  | Alexandru Sterca Șuluțiu              | Erzbischof von Făgăraș                                                             | 73    |       |
| 8. September  | John L. Helm                          | US-amerikanischer Politiker                                                        | 65    |       |
| 9. September  | Julius Kröhl                          | deutscher U-Boot-Ingenieur                                                         |       |       |
| 10. September | Simon Sechter                         | österreichischer Musiktheoretiker, Musikpädagoge, Organist, Dirigent und Komponist | 78    |       |
| 13. September | Friedrich Gerst                       | deutscher römisch-katholischer Priester                                            | 61    |       |
| 15. September | Wilhelm Heinrich Friedrich von Kleist | preußischer Generalmajor                                                           | 81    |       |
| 20. September | Johann Adam Hartung                   | deutscher Altphilologe und Gymnasiallehrer                                         | 66    |       |
| 23. September | Adolph Wiesner                        | österreichischer Jurist, Politiker, Journalist und Schriftsteller                  |       |       |
| 25. September | Giuseppe Natoli                       | italienischer Staatsmann und Patriot                                               | 52    |       |
| 26. September | James Ferguson                        | US-amerikanischer Ingenieur und Astronom                                           | 70    |       |
| 27. September | Albert Auguste Perdonnet              | französischer Ingenieur und Eisenbahnpionier                                       | 66    |       |
| 29. September | Johann Baptist Faistenberger          | österreichischer Komponist                                                         | 69    |       |
| 29. September | Sterling Price                        | US-amerikanischer Politiker und General der Konföderierten im Sezessionskrieg      | 58    |       |
| 30. September | Johann Evangelist Engesser            | deutscher katholischer Geistlicher und Politiker in Baden                          | 88    |       |
| 30. September | Jeremiah Russell                      | US-amerikanischer Politiker                                                        | 81    |       |

## Oktober
| Tag         | Name                                 | Beruf, bekannt als                                                                                       | Alter | Beleg |
| ----------- | ------------------------------------ | --- | ----- | ----- |
| 3. Oktober  | Anthony Martin Branch                | US-amerikanischer Jurist und Politiker sowie Offizier in der Konföderiertenarmee                         | 44    |       |
| 3. Oktober  | Elias Howe                           | US-amerikanischer Fabrikant und Erfinder einer Nähmaschine                                               | 48    |       |
| 3. Oktober  | Thomas Estes Noell                   | US-amerikanischer Politiker                                                                              | 28    |       |
| 4. Oktober  | August Adolph von Berlepsch          | deutscher Forstmann                                                                                      | 76    |       |
| 4. Oktober  | Johann Christian Gentz               | deutscher Unternehmer                                                                                    | 73    |       |
| 4. Oktober  | Eduard Kley                          | deutscher Rabbiner, Mitbegründer des Reformjudentums                                                     | 78    |       |
| 4. Oktober  | Franz Xaver Seelos                   | deutscher Ordensgeistlicher, Missionar und Seliger                                                       | 48    |       |
| 5. Oktober  | Louis Henry Fontane                  | deutscher Apotheker und Vater des Schriftstellers Heinrich Theodor Fontane                               | 71    |       |
| 5. Oktober  | Achille Fould                        | französischer Finanz- und Staatsmann                                                                     | 66    |       |
| 5. Oktober  | Thomas Täglichsbeck                  | deutscher Violinist, Kapellmeister und Komponist                                                         | 67    |       |
| 6. Oktober  | Nicolas Lambert Wéry                 | belgischer Violinist, Komponist und Musikpädagoge                                                        | 78    |       |
| 7. Oktober  | Mohammed Afzal Khan                  | Emir von Afghanistan                                                                                     |       |       |
| 7. Oktober  | Sofja Suchowo-Kobylina               | russische Malerin                                                                                        |       |       |
| 7. Oktober  | Henry Timrod                         | US-amerikanischer Dichter                                                                                | 38    |       |
| 8. Oktober  | Johann Baptist Rousseau              | deutscher Dichter, Journalist und Herausgeber                                                            | 64    |       |
| 9. Oktober  | Ignacy Feliks Dobrzyński             | polnischer Pianist und Komponist                                                                         | 60    |       |
| 9. Oktober  | Abraham Mapu                         | hebräischer Schriftsteller                                                                               | 59    |       |
| 9. Oktober  | Alexander Muheim                     | Schweizer Politiker (KVP)                                                                                | 58    |       |
| 10. Oktober | Christina Albregt                    | niederländische Schauspielerin                                                                           | 45    |       |
| 10. Oktober | Friedrich Lübker                     | deutscher klassischer Philologe                                                                          | 56    |       |
| 10. Oktober | Julius Mosen                         | deutscher Dichter und Schriftsteller                                                                     | 64    |       |
| 11. Oktober | Christian Carl von Glück             | deutscher Richter, Politiker, Dichter und Kunstsammler                                                   | 76    |       |
| 11. Oktober | David L. Seymour                     | US-amerikanischer Politiker                                                                              | 63    |       |
| 12. Oktober | Johann Ernst Dubois                  | deutscher Zinngießer und Unternehmer                                                                     | 62    |       |
| 12. Oktober | Franz Xaver Haimerl                  | österreichischer Jurist und Hochschullehrer                                                              | 61    |       |
| 12. Oktober | Alerame Maria Pallavicini            | Weihbischof in Genua                                                                                     | 63    |       |
| 13. Oktober | Johann Friedrich Dübner              | deutscher Altphilologe                                                                                   | 64    |       |
| 14. Oktober | Carlo Filangieri                     | italienischer General                                                                                    | 83    |       |
| 14. Oktober | W. O. von Horn                       | deutscher Schriftsteller                                                                                 | 69    |       |
| 15. Oktober | Julius Braunhofer                    | österreichischer Theaterschauspieler                                                                     | 38    |       |
| 16. Oktober | Michael Hutchinson Jenks             | US-amerikanischer Politiker                                                                              | 72    |       |
| 16. Oktober | Salomo Juda Rapoport                 | jüdischer Gelehrter                                                                                      | 77    |       |
| 18. Oktober | Charles Abbot, 2. Baron Colchester   | britischer Admiral der Royal Navy, Politiker der Conservative Party und Peer                             | 69    |       |
| 19. Oktober | William Kennon junior                | US-amerikanischer Politiker                                                                              | 65    |       |
| 19. Oktober | Herrmann Schmidt                     | deutscher Unternehmer                                                                                    | 64    |       |
| 19. Oktober | James South                          | britischer Astronom                                                                                      | 82    |       |
| 20. Oktober | Rudolph Eduard Christmann            | deutscher Weingutsbesitzer und Politiker                                                                 | 53    |       |
| 21. Oktober | Georgi Rakowski                      | bulgarischer Revolutionär, Ideologe, Politiker, Historiker und Schriftsteller                            |       |       |
| 22. Oktober | Eugène Millon                        | französischer Chemiker                                                                                   | 55    |       |
| 23. Oktober | Franz Bopp                           | deutscher Sprachwissenschaftler und Sanskritforscher                                                     | 76    |       |
| 23. Oktober | Heinrich Conrad Carl                 | deutscher Unternehmer und konservativer Politiker                                                        | 72    |       |
| 25. Oktober | Giuditta Tavani Arquati              | italienische Patriotin                                                                                   | 37    |       |
| 25. Oktober | Eduard Moritz Doerk                  | deutscher Jurist und Mitglied der Preussischen Nationalversammlung                                       | 75    |       |
| 25. Oktober | Magnus Großjohann                    | deutscher Pfarrer und Abgeordneter in Ostpreußen                                                         | 54    |       |
| 25. Oktober | Georg Kestner                        | deutscher Archivar, Bankier und Kunst- und Autographensammler                                            | 93    |       |
| 25. Oktober | Salama III.                          | Metropolit der Äthiopisch-Orthodoxen Kirche                                                              |       |       |
| 27. Oktober | Johann Daniel Manchot                | deutscher protestantischer Dekan und Pfarrer in Offenbach                                                | 62    |       |
| 27. Oktober | John Wrottesley, 2. Baron Wrottesley | englischer Astronom                                                                                      | 69    |       |
| 28. Oktober | Jakob Ferdinand Schreiber            | deutscher Verleger                                                                                       | 58    |       |
| 29. Oktober | Matthias Franz Borgnis               | deutscher Bankier                                                                                        | 69    |       |
| 29. Oktober | Georg Haltmeyer                      | österreichischer Naturwissenschaftler, Geowissenschaftler, Hochschullehrer, Hochschuldirektor und Rektor | 63    |       |
| 30. Oktober | John Albion Andrew                   | US-amerikanischer Politiker                                                                              | 49    |       |
| 31. Oktober | Wilhelm von Eberhardt                | preußischer Generalleutnant                                                                              | 76    |       |
| 31. Oktober | William Parsons, 3. Earl of Rosse    | irischer Astronom                                                                                        | 67    |       |

## November
| Tag          | Name                             | Beruf, bekannt als                                                        | Alter | Beleg |
| ------------ | -------------------------------- | ------------------------------------------------------------------------- | ----- | ----- |
| 3. November  | Segundo Ruiz Belvis              | puerto-ricanischer Abolitionist                                           | 38    |       |
| 3. November  | Domitília de Castro Canto e Melo | brasilianische Herzogin                                                   | 69    |       |
| 4. November  | Eugen Wilhelm Graf Haugwitz      | österreichischer General                                                  | 89    |       |
| 5. November  | Charles Marie Tanneguy Duchâtel  | französischer Politiker                                                   | 64    |       |
| 5. November  | Leopoldo O’Donnell               | Graf von Lucena, Herzog von Tetuan und Sohn des Enrique José O’Donnell    | 58    |       |
| 7. November  | Oronzio Gabriele Costa           | italienischer Zoologe                                                     | 80    |       |
| 10. November | Ludwig Foltz                     | deutscher Architekt und Bildhauer                                         | 58    |       |
| 11. November | Friedrich August Bouterwek       | deutscher Historienmaler                                                  | 61    |       |
| 11. November | Johann Heinrich Franck           | deutscher Industrieller                                                   | 75    |       |
| 11. November | Friedrich Philipp Usener         | deutscher Jurist und Politiker der Freien Stadt Frankfurt                 | 93    |       |
| 12. November | Philoxène Boyer                  | französischer Schriftsteller                                              | 38    |       |
| 12. November | Charles Frédéric Dubois          | belgischer Naturforscher                                                  | 63    |       |
| 13. November | Nathaniel Bullock                | US-amerikanischer Politiker                                               | 88    |       |
| 13. November | Adolphe-Napoléon Didron          | französischer Archäologe                                                  | 61    |       |
| 13. November | Sarah Glover                     | britische Pfarrerstochter und Direktorin einer Sonntagsschule             | 87    |       |
| 14. November | Jacques Charles Brunet           | französischer Bibliograph und Buchhändler                                 | 87    |       |
| 14. November | Julius Campe                     | deutscher Verleger                                                        | 75    |       |
| 14. November | Friedrich Theodor Fischer        | deutscher Architekt und badischer Baubeamter                              | 64    |       |
| 15. November | Franz von Khevenhüller-Metsch    | österreichischer Feldzeugmeister                                          | 84    |       |
| 18. November | Friedrich Karl Gustav Stieber    | sächsischer Jurist und Politiker                                          | 66    |       |
| 18. November | August Zierfuß                   | deutscher Nadler und Unternehmer                                          | 63    |       |
| 19. November | Fitz-Greene Halleck              | US-amerikanischer Dichter                                                 | 77    |       |
| 19. November | Gustav Metzeroth                 | deutscher Kupferstecher                                                   | 58    |       |
| 20. November | Theodor Apel                     | deutscher Schriftsteller und Stifter                                      | 56    |       |
| 20. November | Peter Clodt von Jürgensburg      | baltendeutscher Bildhauer                                                 | 62    |       |
| 21. November | José Longinos Ellauri            | uruguayischer Politiker                                                   | 78    |       |
| 22. November | Charles Wells Russell            | US-amerikanischer Politiker                                               | 49    |       |
| 22. November | Ludwig Schopen                   | deutscher Klassischer Philologe                                           | 68    |       |
| 22. November | Ludwig von Stainlein             | Graf, Komponist und Violoncellist                                         | 48    |       |
| 23. November | Heinrich Kraemer der Jüngere     | deutscher Eisenindustrieller                                              | 78    |       |
| 25. November | August Emmerling                 | großherzoglich-hessischer Beamter und Politiker                           | 69    |       |
| 25. November | Clemens Theodor Perthes          | deutscher Rechtswissenschaftler und einer der Gründer der Inneren Mission | 58    |       |
| 25. November | Karl Ferdinand Sohn              | deutscher Maler                                                           | 61    |       |
| 25. November | Georg Ludwig von Wedemeyer       | deutscher Jurist, Gutsbesitzer und Politiker                              | 86    |       |
| 25. November | Georg Emanuel Ludwig Ziegler     | Schweizer Handelsmann und Wohltäter                                       | 60    |       |
| 26. November | Wilhelm Ganslandt                | Kaufmann und Lübecker Ratsherr                                            | 66    |       |
| 26. November | Hermann Adam von Kamp            | deutscher Lehrer, Heimatkundler und Schriftsteller                        | 71    |       |
| 26. November | August Müller                    | deutscher Kontrabassspieler                                               | 59    |       |
| 27. November | Thomas Clark                     | britischer Chemiker                                                       | 66    |       |
| 27. November | Reuben H. Walworth               | US-amerikanischer Jurist und Politiker                                    | 79    |       |
| 28. November | Caroline Klauhold                | deutsche Bildnis-, Genre- und Landschaftsmalerin                          | 55    |       |
| 28. November | John Drake Sloat                 | Militärgouverneur von Kalifornien                                         | 86    |       |
| 30. November | Carl August Maier                | deutscher Buchhändler und Verleger                                        |       |       |
| November     | Walter Preston                   | US-amerikanischer Politiker                                               | 48    |       |

## Dezember
| Tag          | Name                                    | Beruf, bekannt als                                                                                       | Alter | Beleg |
| ------------ | --------------------------------------- | --- | ----- | ----- |
| 1. Dezember  | Hermann Wilhelm Hach                    | Senator der Hansestadt Lübeck                                                                            | 67    |       |
| 1. Dezember  | Philaret Drosdow                        | Metropolit von Moskau (1826–1867)                                                                        | 84    |       |
| 1. Dezember  | William Thomas                          | letzter männlicher „reinrassiger“ Tasmanier                                                              |       |       |
| 2. Dezember  | Edouard Bénazet                         | Spielbankbetreiber                                                                                       | 66    |       |
| 2. Dezember  | Giuseppe Bofondi                        | italienischer Kardinal und Kardinalstaatssekretär                                                        | 72    |       |
| 2. Dezember  | Robert Denniston                        | US-amerikanischer Jurist und Politiker                                                                   | 67    |       |
| 2. Dezember  | Johann Heinrich Jakob Schloifer         | deutscher Richter und Ministerpräsident des Herzogtums Oldenburg                                         | 77    |       |
| 2. Dezember  | Ludwig Severin                          | Jurist, Reichstagsabgeordneter                                                                           | 55    |       |
| 3. Dezember  | Dietrich von Stein                      | deutscher Großgrundbesitzer und Politiker; Staatsminister Sachsen-Coburgs                                | 74    |       |
| 4. Dezember  | Helgi Guðmundsson Thordersen            | isländischer Bischof                                                                                     | 73    |       |
| 4. Dezember  | Engelbert Sterckx                       | belgischer Theologe, Erzbischof von Mecheln und Kardinalpriester                                         | 75    |       |
| 5. Dezember  | Ludwig Konrad Bethmann                  | deutscher Historiker, Bibliothekar und Hochschullehrer                                                   | 55    |       |
| 5. Dezember  | Carl Dietz                              | deutscher Theaterschauspieler                                                                            |       |       |
| 5. Dezember  | Jehiel H. Halsey                        | US-amerikanischer Jurist und Politiker                                                                   | 79    |       |
| 6. Dezember  | Marie-Jean-Pierre Flourens              | französischer Physiologe                                                                                 | 73    |       |
| 6. Dezember  | Julius Ludwig Klee                      | deutscher Sprachwissenschaftler und Lehrer                                                               | 60    |       |
| 6. Dezember  | Giovanni Pacini                         | italienischer Opernkomponist                                                                             | 71    |       |
| 7. Dezember  | Franz Josef Dobiaschofsky               | österreichischer Maler                                                                                   | 49    |       |
| 8. Dezember  | Alphonse Boilly                         | französischer Kupferstecher und Lithograph                                                               | 66    |       |
| 8. Dezember  | Christian Friedrich Spittler            | deutscher Sekretär der Basler Christentumsgesellschaft                                                   | 85    |       |
| 9. Dezember  | Rudolf von Arthaber                     | österreichischer Textilfabrikant, Kunstsammler und Kunstmäzen                                            | 72    |       |
| 9. Dezember  | Eberhard Christian Compe                | Ehrenbürger in Harburg, heute Ortsteil von Hamburg                                                       | 78    |       |
| 9. Dezember  | Johann Nikolaus von Dreyse              | deutscher Konstrukteur und Erfinder                                                                      | 80    |       |
| 9. Dezember  | Sigismund Stern                         | Pädagoge und Schriftsteller                                                                              | 55    |       |
| 10. Dezember | Sakamoto Ryōma                          | japanischer Samurai, Wegbereiter der Meiji-Restauration                                                  | 31    |       |
| 10. Dezember | Edward Whelan                           | kanadischer Politiker und Journalist                                                                     |       |       |
| 11. Dezember | William Brooks                          | britischer Architekt                                                                                     |       |       |
| 11. Dezember | Wilhelm Felsche                         | Leipziger Konditor und Schokoladenfabrikant                                                              | 69    |       |
| 12. Dezember | Charles Daubeny                         | englischer Chemiker, Botaniker und Geologe                                                               | 72    |       |
| 12. Dezember | Adalbert zu Erbach-Fürstenau            | Abgeordneter der Landstände des Großherzogtums Hessen                                                    | 39    |       |
| 12. Dezember | Hamnett Holditch                        | britischer Mathematiker                                                                                  | 67    |       |
| 13. Dezember | Artur Grottger                          | polnischer Maler                                                                                         | 30    |       |
| 13. Dezember | Tōdō Heisuke                            | Kapitän einer japanischen Schutztruppe                                                                   |       |       |
| 15. Dezember | Ábrahám Ganz                            | ungarischer Großindustrieller                                                                            | 52    |       |
| 16. Dezember | Jules Triger                            | französischer Bergbauingenieur und Geologe                                                               | 66    |       |
| 17. Dezember | Honoré Théodoric d’Albert de Luynes     | französischer Herzog und Archäologe                                                                      | 65    |       |
| 17. Dezember | Carl Heinrich Schultz                   | deutscher Arzt und Botaniker                                                                             | 62    |       |
| 18. Dezember | Ferdinand Deycks                        | deutscher Klassischer Philologe                                                                          | 65    |       |
| 19. Dezember | Christian Hermann Diedrich Jungclaussen | deutscher Maler                                                                                          | 69    |       |
| 19. Dezember | Johann Georg Kastner                    | deutsch-französischer Komponist und Musikschriftsteller                                                  | 57    |       |
| 19. Dezember | Giuseppe Ugolini                        | Kardinal der römisch-katholischen Kirche und Mitglied der Kurie                                          | 84    |       |
| 20. Dezember | Ludwig Friedrich Kämtz                  | deutscher Physiker und Meteorologe                                                                       | 66    |       |
| 20. Dezember | Ascan Wilhelm Lutteroth                 | Hamburger Senator und Kaufmann                                                                           | 84    |       |
| 20. Dezember | Adolf Ludwig Agathon von Parpart        | deutscher Astronom                                                                                       | 61    |       |
| 20. Dezember | Joachim Sighart                         | deutscher Theologe, Kunsthistoriker und Lokalhistoriker                                                  | 43    |       |
| 21. Dezember | Karl Friedrich Schimper                 | deutscher Naturwissenschaftler, Botaniker und Geologe                                                    | 64    |       |
| 21. Dezember | Robert Smith                            | US-amerikanischer Politiker                                                                              | 65    |       |
| 22. Dezember | Jacob Jacobsen Dampe                    | dänischer Politiker                                                                                      | 77    |       |
| 22. Dezember | John W. Dana                            | US-amerikanischer Politiker                                                                              | 59    |       |
| 22. Dezember | Cornelius S. Hamilton                   | US-amerikanischer Politiker                                                                              | 46    |       |
| 22. Dezember | Jean-Victor Poncelet                    | französischer Mathematiker                                                                               | 79    |       |
| 22. Dezember | Théodore Rousseau                       | französischer Maler                                                                                      | 55    |       |
| 23. Dezember | Johann Georg Adam                       | deutscher Organist, Kantor und Komponist                                                                 | 61    |       |
| 23. Dezember | Alexander Löbbecke                      | deutscher Unternehmer und Offizier                                                                       | 55    |       |
| 24. Dezember | Amasa Dana                              | US-amerikanischer Jurist und Politiker                                                                   | 75    |       |
| 25. Dezember | Antonie Adamberger                      | österreichische Schauspielerin, Verlobte Theodor Körners                                                 | 76    |       |
| 25. Dezember | Jakob Ganz                              | Schweizer Prediger der Erweckungsbewegung                                                                | 76    |       |
| 25. Dezember | Jonah Sanford                           | US-amerikanischer Jurist und Politiker                                                                   | 77    |       |
| 26. Dezember | Hubert Josef Cadenbach                  | deutscher Oberbürgermeister von Koblenz                                                                  | 67    |       |
| 26. Dezember | József Kossics                          | slowenischer Schriftsteller, Dichter, Sprachforscher, Historiker, Volkskundler und katholischer Priester |       |       |
| 26. Dezember | Albertine von Montenuovo                | Mitglied einer Nebenlinie des Adelshauses Habsburg-Lothringen                                            | 50    |       |
| 27. Dezember | Johann Georg Giebel                     | deutscher Bürgermeister und Mitglied der kurhessischen Ständeversammlung                                 | 54    |       |
| 27. Dezember | Jakob Goldenthal                        | österreichischer Orientalist                                                                             | 52    |       |
| 27. Dezember | William Beck Ochiltree                  | US-amerikanischer Politiker                                                                              | 56    |       |
| 28. Dezember | Heinrich Albert Lion                    | deutscher Klassischer Philologe                                                                          | 71    |       |
| 29. Dezember | Gebhard Karl Ludolf von Alvensleben     | königlich preußischer General der Kavallerie                                                             | 69    |       |
| 30. Dezember | Franz von Unterrichter                  | Südtiroler Dichter, Jurist und Politiker                                                                 | 92    |       |

## Datum unbekannt
| Tag | Name                              | Beruf, bekannt als                                        | Alter | Beleg |
| --- | --------------------------------- | --------------------------------------------------------- | ----- | ----- |
|     | Louis Eugène Marie Bautain        | französischer Philosoph und Priester                      |       |       |
|     | Josef Birnstill                   | deutscher Opernsänger (Bass)                              |       |       |
|     | Eduard Brauer                     | deutscher Historien- und Porträtmaler sowie Zeichenlehrer |       |       |
|     | Jean-Noël Chevron                 | französisch-holländischer Architekt und Stadtplaner       |       |       |
|     | Ferdinand Didier                  | deutscher Fabrikant                                       |       |       |
|     | Johann Finckh                     | oldenburgischer Politiker                                 |       |       |
|     | Jean Gunthert                     | Schweizer Architekt                                       |       |       |
|     | Christoph Knorr                   | Kaufmann und Bürgermeister von Zweibrücken                |       |       |
|     | Albert Carl Koch                  | Paläontologe                                              |       |       |
|     | Johann Carl Wilhelm Kropp         | deutscher Richter und Parlamentarier                      |       |       |
|     | Betty Kunze                       | deutsche Zeichnerin und Sängerin                          | ≈80   |       |
|     | Hermann Lattermann                | sächsischer Unternehmer und Landtagsabgeordneter          |       |       |
|     | Gustav Lenz                       | Handwerksgeselle, der 1848 nach Amerika emigrierte        |       |       |
|     | Johann Josef Leyendecker          | deutscher Maler                                           |       |       |
|     | Illja Lysohub                     | ukrainischer Philanthrop, Violoncellist und Oberst        |       |       |
|     | Konrad Adolf von Malsen           | deutscher Diplomat                                        |       |       |
|     | James William McGauley            | irischer Physiker und Naturphilosoph                      |       |       |
|     | Clemens Mersmann                  | deutscher Verwaltungsbeamter und Politiker                |       |       |
|     | Johann Anton Friedrich Merz       | deutscher Kaufmann                                        |       |       |
|     | Otto von Mirbach                  | Revolutionär                                              |       |       |
|     | Francesc Daniel Molina i Casamajó | katalanischer Architekt                                   |       |       |
|     | Cyrill Napp                       | österreichischer Augustinereremit und Abt                 |       |       |
|     | Alfred von Nesselrode             | deutscher Rittergutsbesitzer und Verwaltungsbeamter       |       |       |
|     | Cornelis Oasib                    | Oberkaptein der Nama im Südwesten Afrikas                 |       |       |
|     | Bernardo Quaranta                 | italienischer Archäologe                                  |       |       |
|     | Christian Roetzel                 | deutscher Orgelbauer                                      |       |       |
|     | Heinrich Rudolph Schmidt          | deutscher Gymnasiallehrer und Naturkundler                |       |       |
|     | Paul Bouvy Schorenberg            | holländischer Ingenieur und Geologe                       |       |       |
|     | Hans Siemens                      | deutscher Industrieller                                   |       |       |
|     | Louis Tromelin                    | französischer Marine-Kapitän                              |       |       |
|     | Franz von Voß                     | deutscher Politiker                                       |       |       |
|     | Johann Gottlieb Wolfsteller       | deutscher Orgelbaumeister                                 |       |       |